# Richard Howard Ichord

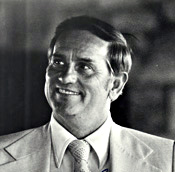
Richard Howard Ichord

Richard Howard Ichord (* 27. Juni 1926 in Licking, Texas County, Missouri; † 25. Dezember 1992 in Nevada, Missouri) war ein US-amerikanischer Politiker. Zwischen 1961 und 1981 vertrat er den Bundesstaat Missouri im US-Repräsentantenhaus.

## Werdegang
Nach der Grundschule diente Richard Ichord während des Zweiten Weltkrieges von 1944 bis 1946 in der US Navy. Danach studierte er bis 1952 an der University of Missouri unter anderem Jura; anschließend arbeitete er als Rechtsanwalt. Gleichzeitig begann er als Mitglied der Demokratischen Partei eine politische Laufbahn. Zwischen 1952 und 1960 war er Abgeordneter im Repräsentantenhaus von Missouri, als dessen Präsident er in den Jahren 1957 und 1959 fungierte.
Bei den Kongresswahlen des Jahres 1960 wurde Ichord im achten Wahlbezirk von Missouri in das US-Repräsentantenhaus in Washington, D.C. gewählt, wo er am 3. Januar 1961 die Nachfolge von A. S. J. Carnahan antrat. Nach neun Wiederwahlen konnte er bis zum 3. Januar 1981 zehn Legislaturperioden im Kongress absolvieren. In diese Zeit fielen unter anderem der Vietnamkrieg, die Watergate-Affäre und der Höhepunkt der Bürgerrechtsbewegung. Von 1969 bis 1975 war er Vorsitzender des Ausschusses für unamerikanische Umtriebe, der sich während seiner Amtszeit in Committee on Internal Security umbenannte.
1980 verzichtete Ichord auf eine erneute Kandidatur. In den folgenden Jahren arbeitete er wieder als Jurist. Er starb am 25. Dezember 1992 in Nevada, einer Kleinstadt im Vernon County.